# Stesilea laevifrons
Stesilea laevifrons är en skalbaggsart som beskrevs av Stefan von Breuning 1943. Stesilea laevifrons ingår i släktet Stesilea och familjen långhorningar.
Artens utbredningsområde är Sulawesi. Inga underarter finns listade i Catalogue of Life.